# NGC 7225
NGC 7225 ist eine linsenförmige Galaxie vom Hubble-Typ S0-a/P im Sternbild Südlicher Fisch. Sie ist schätzungsweise 220 Millionen Lichtjahre von der Milchstraße entfernt.
Das Objekt wurde am 30. Juli 1834 von John Herschel entdeckt.